# Joseph Matthäus Aigner
Joseph Matthäus Aigner (ur. 18 stycznia 1818 w Wiedniu, zm. 19 lutego 1886 tamże) – austriacki malarz portrecista.

## Życiorys
Syn złotnika, w wieku 12 lat rozpoczął praktykę u jubilera. Rysunku uczył się u Friedricha von Amerlinga (1803–1887). Od 1837 roku pracował jako artysta-malarz.
W 1848 roku został komendantem freikorpsu studenckiego Legionu Akademickiego, który brał udział w walkach w powstaniu wiedeńskim. Aresztowany i skazany za zdradę stanu przez trybunał wojenny na karę śmierci, ułaskawiony przez księcia Windisch-Graetza.
Od 1864 roku członek wiedeńskiego Künstlerhausu.
Specjalizował się w malarstwie portretowym, zajmował się również teorią sztuki, pisząc artykuły do czasopism wiedeńskich. Jego najsłynniejsze portrety pochodzą z lat 50. XIX wieku, m.in.: cesarza Franciszka Józefa I i cesarzowej Elżbiety, Franza Grillparzera, Friedricha Halma, Nikolausa Lenau. Na zlecenie cesarza Meksyku Maksymiliana I sporządził kopie prac z pałacu Belweder z przeznaczeniem dla galerii narodowej w Meksyku. Pracował również jako ilustrator.
Zginął śmiercią samobójczą 19 lutego 1886 roku.

## Upamiętnienie

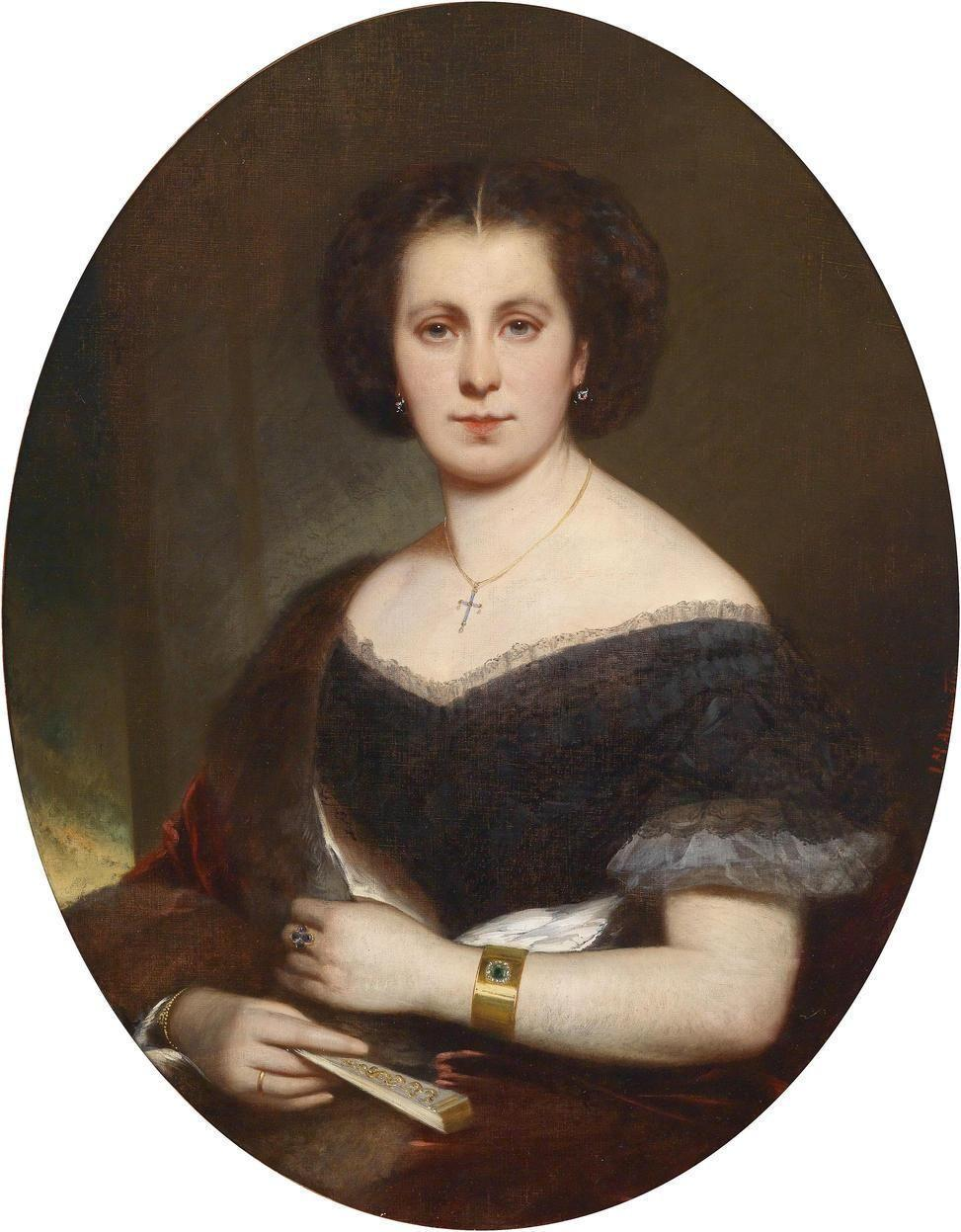
Porter hrabiny Esterhazy, 1860

W 1921 roku imieniem Aignera nazwano jedną z ulic Wiednia – Aignerstrasse.